# Davies and Wales
„Davies and Wales“ je píseň velšského hudebníka Johna Calea. Pochází z jeho studiového alba POPtical Illusion, vydaného 14. června 2024. Cale nahrávku produkoval spolu se svou dlouholetou manažerkou Nitou Scott. Sám v písni zpívá a hraje na basu, syntezátory, varhany, klavír a bicí, jediným dalším hudebníkem je Dustin Boyer, hrající na kytary. Nahrávku mixoval Mikaelin „Blue“ BlueSpruce.
Později téhož roku, 19. srpna 2024, píseň vyšla jako třetí singl z alba, doprovázená videoklipem v režii Jethra Waterse. Hrané sekvence s Calem ve studiu natočila Nita Scott, autory animací jsou Waters a Ava Hardin a malby vytvořila Sara Ayele. Na stop motion animacích spolupracovali Nita Scott a Dustin Boyer.